# Karlo Bručić
Karlo Bručić (n. 17 aprilie 1992, Zagreb, Croația) este un fotbalist croat liber de contract, care joacă pe post de fundaș lateral. Pe plan internațional, are prezențe la națională pentru Croația U-17⁠(d), Croația U-19⁠(d), Croația U-20⁠(d) și Croația U-21⁠(d).

## Cariera de club
Produs al Academiei de fotbal GNK Dinamo Zagreb, a fost împrumutat inițial la Radnik Sesvete pentru un sezon și a fost împrumutat constant la NK Lokomotiva de la începutul anului 2012. A debutat în Prva HNL pe 4 martie 2012 împotriva lui HNK Rijeka. A avut 7 apariții în ligă în acel sezon și mai mult de 20 în sezonul următor.
În septembrie 2014, a trecut de la un împrumut la un contract complet la NK Lokomotiva. În timpul contractului său la club, a avut 131 de apariții și a marcat șapte goluri. La 2 iulie 2016, a trecut la clubul din Israel, FC Ashdod.
Pe 9 februarie 2019, s-a transferat la clubul Japonez, Sagan Tosu. Din septembrie 2019, a fost membru al echipei lituaniene, FK Sūduva, trecând ulterior și pe la Dinamo Minsk, Apollon Smyrnis și FC Koper, înainte de a semna un contract în iunie 2022 cu CFR Cluj.

## Cariera la națională
El a fost selecționat de Croația la nivel de tineret.